# Škotska nizina
Škotska nizina (engleski: Scottish Lowlands, škotski: Lawlands ili Lallans) jezično-zemljopisni je pojam za južni i jugoistočni, pretežno nizinski dio Škotske gdje se tradicionalno nije govorio škotski gaelski jezik. Na škotskom gaelskom jeziku se naziva a' Ghalldachd.

## Vanjske poveznice
- Turistički vodič (engl.)
- Britannica (engl.)